# کلیسای حضرت مریم (اصفهان)
کلیسای حضرت مریم مربوط به اواخر دوره صفوی و اوایل دوره قاجار است و در فریدونشهر، بخش مرکزی، دهستان برف انبار، روستای خویگان علیا واقع شده و این اثر در تاریخ ۳ خرداد ۱۳۸۶ با شمارهٔ ثبت ۱۹۱۴۹ به‌عنوان یکی از آثار ملی ایران به ثبت رسیده‌است.